# Smash!!
Smash!! — российский поп-дуэт, существовавший с 2000 по 2006, с 2011 по 2012, в 2018 и в 2021 годах. Солисты коллектива Сергей Лазарев и Влад Топалов стали кумирами молодежи 2000-х годов наравне с такими исполнителями, как Децл и Земфира. Дуэт является лауреатом премии «Золотой граммофон».
История дуэта Smash!! началась 19 декабря 2001 года. В апреле 2002 года Smash!! снимают в Таиланде свой первый клип на песню «Should have loved you more». Летом дуэт побеждает на конкурсе исполнителей поп-музыки «Новая волна» в Юрмале. В октябре группа выпускает свой первый сингл «Belle» и снимает клип на эту композицию.
В январе-феврале 2003 года в качестве специальных гостей Сергей Лазарев и Влад Топалов принимают участие в турне Филиппа Киркорова по США. В марте в свет выходит дебютный альбом группы Freeway, который становится популярным не только в России и странах СНГ, но и в Юго-Восточной Азии. Альбом становится платиновым и выдерживает два переиздания. Группа снимает два клипа на композиции из этого альбома — «Talk to me» и «Freeway», которые становятся хитами среди подростков. Альбом Freeway разошёлся тиражом более миллиона копий (без учёта пиратских). В феврале того же года снимается клип на композицию дебютного альбома — «The One to cry».
В период с 2003-го по 2004 год с успехом проходят большие концертные туры по России и СНГ с программой «Live on Freeway», а также четырёхмесячный промотур в поддержку альбома по Юго-Восточной Азии, где Smash!! снимают клип на кавер-версию хита Джорджа Майкла «Faith». В мае 2004 года Smash!! совместно с итальянской группой Earphones выпускают сингл «Obsession», релиз которого проходит в Италии. Вскоре после этого Smash!! приступают к работе над вторым альбомом 2nite, который выходит в свет в декабре 2004 года.
В конце 2004 года, сразу после выхода второго альбома, коллектив покидает Сергей Лазарев. Влад Топалов остается один. В мае 2005 года выходит клип «The Dream» с единственным солистом Владом Топаловым. Зимой 2006 года Влад Топалов прекращает выступать в качестве солиста группы Smash!! и начинает сольную карьеру. Для него история проекта Smash!! закончилась с записью третьего альбома — Evolution, который вышел в свет в марте 2006 года.

## История
В 2000 году бизнесмен Михаил Топалов создал проект Smash!!, состоящий из его 15-летнего сына Влада Топалова и 17-летнего Сергея Лазарева, с которым они вместе пели в «Непоседах». Идея сделать дуэт пришла во время работы в ансамбле «Непоседы», мама Влада предложила мальчикам записать вместе композицию из популярного в то время мюзикла «Нотр-Дам де Пари» в качестве подарка Михаилу на день рождения.
В апреле 2002 года Smash!! в Таиланде сняли свой первый клип на песню «Should have loved you more». Уже в августе того же года группа заняла первое место в конкурсе молодых исполнителей «Новая волна» в Юрмале.
В марте 2003 года в свет вышел первый альбом дуэта под названием Freeway, который стал популярным не только в России и странах СНГ, но и в Юго-Восточной Азии. Альбом приобрёл статус платинового и выдержал два переиздания. Общее количество проданных копий альбома составило миллион экземпляров.
В 2003 и 2004 году Smash!! подавали заявку на участие в конкурсе «Евровидение». После национального отбора 2004 года в массмедиа просочилась информация (в том числе от участниц группы t.A.T.u.), что именно Smash!! избраны представлять Россию, однако Первый канал в последний момент опроверг это утверждение.

Сергей Лазарев: «Обещали, что мы поедем в 2003 году — с хитом „Talk To Me“. Мы отменили несколько гастрольных туров, настроились — потом было решено отправить t.A.T.u., тогда они находились на пике популярности в Европе. Сейчас та же история. Поменяли свои концертные графики, планировали „привезти“ туда новую песню „Obsession“, а вот… странно получилось всё. Юлия Савичева стала полной неожиданностью. Ну… что ж. Тому, кто отправлял её, виднее было.»

В декабре 2004 года вышел второй (и последний) альбом группы под названием 2nite. Сразу после выхода альбома появилась информация о распаде дуэта, поводом тому стал уход Сергея Лазарева. Покидая Smash!!, Лазарев обещал выполнить свои обязательства по контракту с Universal, согласно которому участники группы (в лице Влада Топалова и Сергея Лазарева) обязались выпустить три альбома (ко времени распада дуэта были выпущены два альбома), но затем отказался выполнять условия контракта, поэтому третий диск Evolution пришлось записывать одному Топалову. После распада группы Топалов и Лазарев долгое время не общались.
Полгода Кирилл Туриченко (будущий солист группы «Иванушки International») выступал в качестве бэк-вокалиста, благодаря чему получил предложение стать вторым участником группы Smash!! после ухода Лазарева, но отказался из-за болезни отца. Михаил Топалов передал непосредственное руководство группой под управление компании Ego Works летом 2005 года.

### Краткие воссоединения
Со временем отношения Лазарева и Топалова восстановились. 16 ноября 2011 года в «Крокус Сити Холл» они на один вечер воссоединились, чтобы отметить 10-летний юбилей группы Smash!!. На сольном концерте Сергея Лазарева «Биение сердца» они вновь выступили вместе, исполнив две песни группы Smash!! — «Молитва» и «Freeway».
23 декабря 2018 года Лазарев и Топалов, уже под брендом Smash!!, снова выступили вместе с песней «Молитва» на творческом вечере Юрия Николаева.
В феврале 2021 года Сергей Лазарев сказал в передаче «Ну-ка, все вместе!», что дуэт воссоединится.
17 декабря 2021 года вышел первый сингл дуэта со времён распада «Новый год», представлявший собой танцевальную версию одноимённого сольного сингла Лазарева. Однако выпущен он был не под брендом Smash!!, а как дуэт Лазарева и Топалова.

## Состав
- Сергей Лазарев — вокал (2000—2006, 2011—2012, 2018, 2021)
- Владислав Топалов — вокал (2000—2006, 2011—2012, 2018, 2021)

## Дискография

### Студийные альбомы
- 2003 — Freeway
- 2004 — 2Nite
- 2005 — Evolution

### Синглы
- Should Have Loved You More (Freeway)
- Belle (Freeway)
- Talk To Me (Freeway)
- Freeway (Freeway)
- The One To Cry (Freeway)
- Faith (2nite)
- Obsession (2nite)
- Мечта (2nite)
- The Dream (Evolution)
- Unless You’re With Me (Evolution)
- Как же так может быть (Evolution)

### Видеоклипы
- Should Have Loved You More (Freeway)
- Belle (Freeway) (режиссёр — Фёдор Бондарчук, оператор — Максим Осадчий)
- Talk To Me (Freeway)
- Freeway (Freeway)
- The One To Cry (Freeway)
- Obsession (2Nite)
- Faith (2Nite)
- The Dream (Evolution)

## Награды
- 2002 — первое место в международном музыкальном конкурсе «Новая волна» (Латвия)
- 2003 — премия Муз-ТВ в номинациях «Прорыв года» и «Лучшее европейское звучание»
- 2003 — премия «Евро-хит» радио «Европа плюс»
- 2003 — премии «Золотой граммофон», «Стопудовый хит», «LOVE RADIO», «Звуковая дорожка»
- 2004 — премии «Золотой граммофон», «Стопудовый хит», «Звуковая дорожка»
- 2004 — премия телеканала MTV Russia Music Awards в номинации «Лучший поп-проект»
- 2005 — премия «Золотая пчела» в номинации «Лучшая группа»